# Tačevac
Tačevac (cyr. Тачевац) – wieś w Serbii, w okręgu toplickim, w gminie Kuršumlija. W 2011 roku liczyła pozostawała niezamieszkana.